# Magister militum
Magister militum era un titlu în armata romană acordat acelora care erau împuterniciți să guverneze în numele Imperiului Roman. Titlul era acordat de însuși împăratul Romei.
În anul 476, Odoacru, regele barbarilor, după cucerirea Romei și după ce a jefuit-o împreună cu oamenii săi, s-a autoproclamat magister militum, guvernatorul suprem al Imperiului.